# Rue du Général-Leclerc (Rouen)
Pour les articles homonymes, voir Rue du Général-Leclerc.
La rue du Général-Leclerc est une des principales artères de la commune française de Rouen. La rue a été nommée en hommage à Philippe Leclerc de Hauteclocque, libérateur de Paris.

## Situation et accès
Elle est située rive droite, entre la rue Jeanne-d'Arc, en prolongement de la rue du Général-Giraud à la rue de la République et prolongée par la rue Alsace-Lorraine.
La rue est desservie par l'arrêt Cathédrale des lignes T1, T2 et T3 du TEOR, qui dispose d'une voie en double-sens en site propre.

### Rues adjacentes

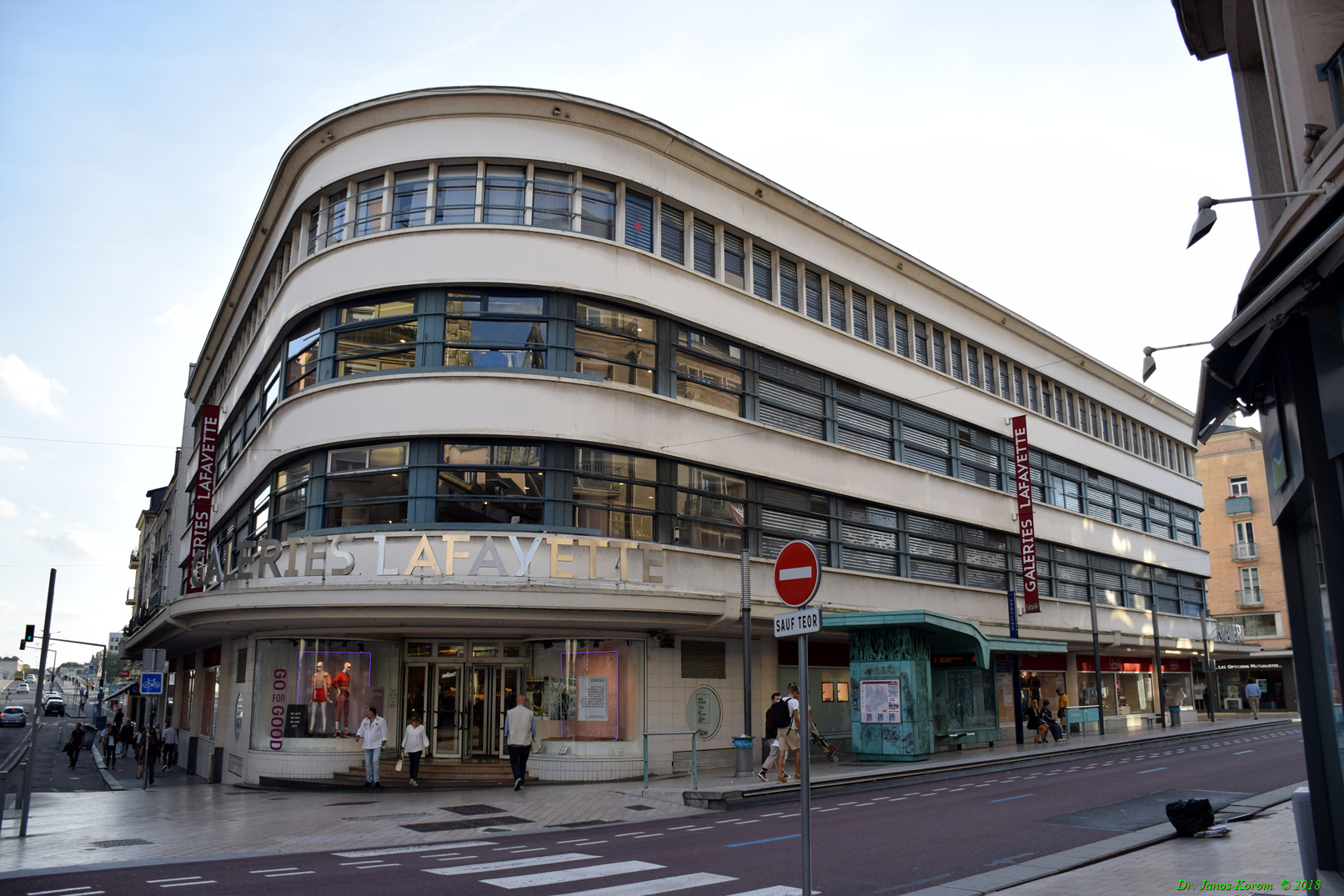
Les galeries Lafayette.

- Rue du Docteur-Robert-Rambert
- Trémie Camille-Saint-Saëns
- Rue Paul-Paray
- Rue Camille-Saint-Saëns
- Rue Jacques-Lelieur
- Trémie Jacques-Lelieur
- Rue de la Champmeslé
- Rue Grand-Pont
- Rue de la Tour-de-Beurre
- Rue du Bac
- Place de la Calende
- Rue de l'Épicerie
- Rue Petit-de-Julleville

## Historique
La rue a été tracée dans le quartier sinistré lors de la Seconde Guerre mondiale sur le passage des anciennes rue Saint-Denis, rue des Fourchettes, rue de la Madeleine, rue du Fardeau et Petite-Rue-Nationale.

## Bâtiments remarquables et lieux de mémoire
- Galeries Lafayette
- Théâtre des Arts